# Karneval von Vrnjačka Banja
Der Karneval von Vrnjačka Banja (serbisch Врњачки карневал, Vrnjački karneval) beginnt offiziell am 14. Juli und ist eine der Hauptattraktionen des Kurortes Vrnjačka Banja. Er gehört mit dem Guča-Trompetenfestival und dem Exit-Festival zu den größten Veranstaltungen in Serbien. Während des Karnevals finden zahlreichen Maskenbälle, Konzerte, Festivals, Theateraufführungen, Sportveranstaltungen, Kinder- und Jugendprogramme sowie ein Karnevalsumzug statt, bei dem Gruppen aus der ganzen Welt auftreten. 2013 erreichte der Karneval mit 300.000 Besuchern und 3.500 Teilnehmern einen neuen Rekord.

## Geschichte
Da in Serbien keine Karneval-, Fastnacht- und Faschingskultur existiert, bildet der Karneval in Vrnjačka Banja eine Ausnahme. Seine Wurzeln liegen in der Gründung des Kurortes 1868 und der dort ausgetragenen Feste, da die damalige Stadtbevölkerung besonderen Wert auf traditionelle national ausgerichtete Bälle bzw. Tanzveranstaltungen, Folklore und Volksfeste legte. Dies lockte neben den Bewohnern der umliegenden Dörfer und Städte auch Schauspieler, Musiker und Künstler der serbischen Szene an und galt als eine der meistbesuchten Veranstaltungen in der Region jener Zeit.
Ab dem Zweiten Weltkrieg änderten sich die Veranstaltungen in Richtung Maskeraden im westeuropäischen Sinne. Zwischen den 1950er und 1970er Jahren war der Kostüm- bzw. Maskenball besonders besucht. Während der 1960er Jahre entwickelte sich der Karneval, jedoch verlor er schnell an Bedeutung. 2005 wurde der Karneval durch lokale touristische Organisation wieder ins Leben gerufen. Jeden 14. Juli findet seitdem der Vrnjački karneval mit Teilnehmern aus bis zu 40 Ländern statt, als dessen Höhepunkt der Karnevalsumzug betrachtet wird. Dieses Datum ist das Gründungsdatum der touristischen Organisation der Stadt, die im 19. Jahrhundert entstand, zugleich die erste in Südosteuropa und wurde ihr zu Ehren ausgewählt. Mittlerweile ist Vrnjačka Banja Mitglied der Föderation Europäischer Carnevalsstädte (FECC). Dort fand 2011 auch das 31. Treffen des FECC statt.

## Eigenschaften
Der Karneval in Vrnjačka Banja war damals, aber zum Teil auch heute, in einer eher traditionell konservativen Art ausgetragen worden. Er findet in der Regel nicht so freizügig wie in Lateinamerika statt und Kuriositäten werden in der Regel eher von den ausländischen Teilnehmern ausgeführt. Alkoholexzesse, die mit Karneval in Verbindung gebracht werden, finden kaum statt. Er gilt eher als Fest bei dem zahlreichen Maskenbälle, Konzerte, Festivals, Theateraufführungen, Sportveranstaltungen, Kinder- und Jugendprogramm sowie als Höhepunkt ein internationaler Karnevalsumzug stattfinden. Er unterscheidet sich auch von den Karnevalsumzügen in Deutschland. Zusätzlich wird auch versucht, nationale Elemente mit einzubeziehen. Nationale Anerkennung erhielt der Karneval, indem er den Tourist-Flower-Preis (Turistički cvet) erhielt, der für die besten nationalen touristischen Events verliehen wird. Diese Auszeichnung wird von der Tourismusorganisation Serbiens mit Unterstützung des Ministeriums für Handel, Tourismus und Dienstleistungen vergeben.

## Kritik
Der Karneval wird in Serbien von manchen jedoch kontrovers betrachtet. Die Kritik am Karneval beispielsweise seitens religiös gebundener Menschen, aber auch gesellschaftlich Verantwortlicher, gibt es aus verschiedenen Gründen, jedoch wird besonders darauf hingewiesen, dass der Karneval keine Vorbildfunktion für junge Menschen habe. Er wird als ein negatives Produkt der Globalisierung betrachtet und passe nicht in die Gesellschaft in diesem Teil Europas. Kritisch wird auch die Freizügigkeit und der dadurch geförderte Sexismus betrachtet, den die zuschauenden Kinder bereits in jungen Jahren ausgesetzt sind, und dies daher gegen die öffentliche Ordnung sei. Dabei wird sogar von Kindesmanipulation gesprochen.
Eine Rolle spielt auch, dass der Karneval Sinnbild katholischer Mentalität sei und geschichtlich auch dort Tradition hat, während die Bevölkerung Serbiens überwiegend der serbisch-orthodoxen Kirche angehört und immer zwischen dem Vatikan und dem Morgenland stand. Der Karneval entspreche somit nicht dem serbischen Brauchtum bzw. man sieht die Gefahr der Verdrängung dieser. Trotz der in der Regel herrschenden Offenheit und Verständnis gegenüber fremden Traditionen, ist die Anzahl derjeniger, die einem Karneval in eigenem Land überwiegen ablehnend eingestellt sind, nicht gering, und so gibt es auch Stimmen, die eine Reformation oder sogar ein Verbot fordern. Der Karneval wird jedoch als Fest bzw. als touristische Attraktion durch die Stadtbehörden gefördert und die Zahl der Besucher und Teilnehmer aus dem In- und Ausland wuchs in den letzten Jahren kontinuierlich.